# Tyson Campbell
Tyson M. Campbell (Plantation, Florida, 17 de marzo de 2000) más conocido como Tyson Campbell, es un jugador profesional estadounidense de fútbol americano que se desempeña en la posición de cornerback en Jacksonville Jaguars, equipo de la National Football League (NFL).

## Carrera
Fue seleccionado en la segunda ronda en la Reunión Anual de Selección de Jugadores de la NFL de 2021. Hizo su debut profesional con el equipo Jacksonville Jaguars, donde lleva jugando tres temporadas.